# Пришивалко, Павел Андреевич
Павел Андреевич Пришивалко (бел. Павел Андрэевіч Прышывалка; род. 25 июля 1999, Минск) — белорусский футболист, вратарь гомельского «Локомотива».

## Карьера

### «Минск»
Воспитанник футбольного клуба «Минск», в котором начал заниматься футболом с 8 лет. В 2016 году начал выступать в дубле «Минска». С 2017 года стал постоянным игроком дубля и потихоньку начал подтягиваться к основной команде. В феврале 2018 года продлил контракт с клубом. В сезоне 2018 года выступал с клубом в Юношеской лиге УЕФА, а с 2019 года стал часто привлекаться к основной команде как резервный вратарь. В сентябре 2020 года дебютировал за основную команду в Кубке Беларуси против «Островца». Свой дебютный матч в Высшей лиге футболист провёл против солигорского «Шахтёра» 28 ноября 2020 года. В сезоне 2021 стал основным вратарём команды.
В январе 2022 года продлил контракт со столичным клубом. Первый матч в сезоне 2022 года сыграл против солигорского «Шахтёра», не пропустив ни одного мяча, что позволило выиграть игру с минимальным счётом 1:0. Большую часть сезона провёл в амплуа второго вратаря горожан. С сентября 2022 года снова стал получать игровую практику в основной команде, став основным вратарём. Окончил сезон с 6 сухими матчами. В декабре 2022 года покинул клуб по истечении срока действия контракта.

### «Центр футбола»
В марте 2023 года футболист присоединился к брестскому клубу «Центр футбола» из Второй лиги. Дебютировал за клуб 15 апреля 2023 года в матче против кобринского «Атланта». По итогу дебютного сезона футболист вместе с клубом сначала занял первое место в западном дивизионе брестской области, а затем занял первое место в финальном этапе области, выйдя в основной этап чемпионата. По итогу сезона футболист вместе с клубом стал бронзовым призёром Второй лиги. Сам футболист провёл за клуб 18 матчей в чемпионате, в которых пропустил 9 голов.

### «Торпедо-БелАЗ»
В январе 2024 года появилась информация, что футболист присоединиться к жодинскому «Торпедо-БелАЗ». Вскоре футболист официально присоединился к жодинскому клубу. Футболист в составе основной команды жодинского клуба был резервным вратарём и вскоре отправился выступать в «Торпедо-БелАЗ-2». Дебютный матч за клуб футболист провёл 9 июня 2024 года против «Барановичей». Дебютный матч за основной состав жодинского клуба футболист сыграл 18 июня 2024 года в рамках Кубка Беларуси против «Молодечно-2018». В скором времени футболист полноценно стал выступать за вторую команду, вместе с которой по итогу сезона занял предпоследнее место в Первой лиге, вылетев в низший дивизион. В январе 2025 года «Торпедо-БелАЗ» объявило о расставании с вратарём.

### «Локомотив» Гомель
В конце января 2025 года футболист на правах свободного агента присоединился к гомельскому «Локомотиву», подписав однолетнее соглашение. Дебютировал за клуб футболист 29 марта 2025 года в матче против клуба «Гомель-2».

## Статистика
| Сезон | Дивизион | Клуб            | Страна        | Матчи | Голы |
| ----- | -------- | --------------- | ------------- | ----- | ---- |
| 2020  | Д1       | Минск           | Флаг Беларуси | 1     | −4   |
| 2021  | Д1       | Минск           | Флаг Беларуси | 26    | −48  |
| 2022  | Д1       | Минск           | Флаг Беларуси | 12    | −14  |
| 2023  | Д3       | Центр футбола   | Флаг Беларуси | 18    | −9   |
| 2024  | Д1       | Торпедо-БелАЗ   | Флаг Беларуси | 0     | 0    |
| 2024  | Д2       | Торпедо-БелАЗ-2 | Флаг Беларуси | 12    | −24  |